# Aaron Lennon
Aaron Lennon (Leeds, Inglaterra, Reino Unido, 16 de abril de 1987) es un exfutbolista inglés que jugaba como centrocampista.

## Biografía
Lennon debutó con el Leeds United en la FA Premier League en 2003 con 16 años y 129 días de edad, convirtiéndose así en el futbolista más joven de la historia en disputar un partido oficial de la máxima categoría inglesa. En junio de 2005, dados los severos problemas económicos del Leeds, fue transferido al Tottenham Hotspur por 1 000 000 £. Con los spurs debutó en agosto de ese año ante el Chelsea y anotó su primer gol en la victoria ante el Birmingham City.
Una vez finalizada la temporada 2005-06 fue incluido en la nómina para el premio "Mejor Jugador Joven" de la liga inglesa que, finalmente, ganó Wayne Rooney del Manchester United. El 8 de enero de 2007, Aaron Lennon amplió su vínculo contractual con los spurs hasta 2012.
El 1 de septiembre de 2012, Lennon volvió a extender su contrato con los Spurs hasta 2016.
El 2 de febrero de 2015, Lennon salió del Tottenham Hotspur en calidad de cedido al Everton FC, hasta finalizar la temporada 2014-15 de la FA Premier League.

## Selección nacional
Lennon tuvo su primera participación con la selección de fútbol de Inglaterra en octubre de 2004 jugando para el combinado Sub-21. Poco después, fue sorpresivamente convocado por Sven-Göran Eriksson para integrar el plantel inglés en la Copa Mundial de Fútbol de 2006 en lugar de Shaun Wright-Phillips que se perfilaba para ocupar ese lugar. Con la selección absoluta jugó por primera vez en los amistosos previos al Mundial 2006 ante Bielorrusia y Jamaica.
Su debut en la Copa del Mundo se dio en el segundo partido de la primera ronda ante Trinidad y Tobago en la ajustada victoria del combinado inglés. Luego, en cuartos de final, tuvo una destacada actuación en el encuentro ante Portugal cuando ingresó en reemplazo del lesionado David Beckham y fue reemplazado poco antes de la tanda de penaltis por Jamie Carragher. Irónicamente, Carragher fue quien falló el penal decisivo.

### Participaciones en Copas del Mundo
| Mundial                        | Sede      | Resultado        | Partidos | Goles |
| ------------------------------ | --------- | ---------------- | -------- | ----- |
| Copa Mundial de Fútbol de 2006 | Alemania  | Cuartos de final | 3        | 0     |
| Copa Mundial de Fútbol de 2010 | Sudáfrica | Octavos de final | 2        | 0     |

## Clubes
| Club                    | País       | Año       |
| ----------------------- | ---------- | --------- |
| Leeds United F. C.      | Inglaterra | 2003-2005 |
| Tottenham Hotspur F. C. | Inglaterra | 2005-2015 |
| Everton F. C. (cedido)  | Inglaterra | 2015      |
| Everton F. C.           | Inglaterra | 2015-2018 |
| Burnley F. C.           | Inglaterra | 2018-2020 |
| Kayserispor             | Turquía    | 2020-2021 |
| Burnley F. C.           | Inglaterra | 2021-2022 |

## Palmarés

### Campeonatos nacionales
| Título                        | Club                    | País       | Año     |
| ----------------------------- | ----------------------- | ---------- | ------- |
| Copa de la Liga de Inglaterra | Tottenham Hotspur F. C. | Inglaterra | 2007-08 |

### Distinciones individuales
| Distinción                                  | Año     |
| ------------------------------------------- | ------- |
| Mejor Jugador Joven del año Premier League  | 2005-06 |
| Mejor Jugador Joven del año Premier League  | 2006-07 |
| Jugador de la Afición en la Premier League  | 2008-09 |
| Mejor Jugador Joven del año Premier League  | 2008-09 |
| Jugador del Año del Tottenham Hotspur F. C. | 2008-09 |